# فورست لیک (کوئینزلند)
فورست لیک (به انگلیسی: Forest Lake) یک منطقهٔ مسکونی در استرالیا است که در کوئینزلند واقع شده‌است.